# Hönscheid
Hönscheid ist ein Ortsteil der Gemeinde Eitorf im Rhein-Sieg-Kreis.

## Lage
Hönscheid liegt im Nutscheid in einer Höhe von 183 bis 203 m ü. NHN. Nachbarorte sind Plackenhohn und Nannenhohn im Süden und Schellenbruch an der Grenze zur Gemeinde Ruppichteroth sowie der zu Ruppichteroth gehörende Ort Schneppe im Norden.

## Einwohner
1885 hatte Hönscheid 15 Wohngebäude und 67 Einwohner.